# Histoire du soldat
Histoire du Soldat (Història del soldat) és una obra teatral «per ser llegida, tocada i ballada» («lue, joué et dansée») amb música d'Ígor Stravinski, estrenada el 1918. El llibret, que es basa en un conte popular rus, va ser escrit en francès per l'escriptor suís universalista Charles Ferdinand Ramuz. És una paràbola sobre un soldat que dona el seu violí al diable a canvi d'un llibre que prediu el futur. La música està escrita per a un septet format per violí, clarinet, contrabaix, fagot, corneta (sovint tocat en trompeta), trombó i percussió. La història l'interpreten tres personatges: el soldat, el diable i un narrador, que també assumeix els papers de personatges secundaris. Una ballarina interpreta el paper no parlat de la princesa i també pot haver-hi altres ballarins de conjunt.

## Context històric
L'any 1914 esclatà la Primera Guerra Mundial. Stravinski va compondre l'Histoire du Soldat en plena guerra, l'any 1917, exiliat a Suïssa, a la ciutat de Morges, prop de Lausanne, a la riba del llac de Ginebra. Allà conegué diversos artistes amb els quals col·laboraria posteriorment.
El febrer de l'any 1917 abdicà Nicolau II de Rússia. Es va constituir un govern provisional a Rússia, comandat pel jove advocat Kérenski. L'esclat de la Revolució Russa suposà per al compositor l'inconvenient material de veure's desposseït d'una important part dels seus recursos econòmics. A finals de l'any 1917, començà l'època més dura de la vida de Stravinski. Després de la mort del seu germà, soldat rus mort al front romanès, i de la seva mainadera, estava totalment desanimat, tal com descriu en les seves memòries autobiogràfiques. La seva situació econòmica era més difícil que mai. La revolució comunista que havia triomfat a Rússia el privà dels últims recursos que de tant en tant rebia del seu país. Stravinski, la seva dona i els seus quatre fills quedaven en una precària situació econòmica: «per dir-ho així: em trobava davant de res, en un país estranger i en plena guerra».
No era l'únic, però, que es trobava en una situació difícil. Dins el seu cercle d'amistats, Ramuz, Ansemert i d'altres estaven tan afectats com ell. Fou precisament Ramuz, el principal col·laborador de Stravinski en la Histoire du Soldat, qui més endavant va publicar un llibre que va titular Souvenirs sur Igor Strawinky. Altres membres del cercle d'amistats de Stravinski foren el director Ernest Ansermet, el pintor Auberjonois, l'escriptor Cingria i els germans Moraz. En aquell país pacífic, letàrgic, net i agradable, tal com afirmava Ramuz, Stravinski va passar els anys més fructífers de la seva vida.
Tal com Stravinski explica en les seves memòries, sovint ell i els seus companys es trobaven per parlar i tractar de buscar una sortida a aquella preocupant situació. Va ser en el marc d'aquestes trobades on va sorgir la idea de crear, amb el mínim pressupost possible, una espècie de petit teatre ambulant que fos fàcil de transportar d'un lloc a l'altre i de presentar en petites poblacions.

### Moment musical i artístic
El 12 d'abril del 1917 els Ballets Russos actuaven a Roma amb un programa on figuraven L'ocell de foc i Focs artificials. Normalment totes les representacions de les companyies russes havien d'iniciar-se amb l'himne nacional Déu Salvi el Tsar. Ja que aquest no podia ser interpretat a causa de l'abdicació de Nicolau II, es va escollir la cançó russa més popular (Els remers del Volga), instrumentada per Stravinski.
A Roma, Stravinski va conèixer a Picasso, sovint presentat com el seu equivalent en l'art pictòric. En aquella trobada Picasso realitzà un retrat del compositor rus. L'amistat entre tots dos artistes els portaria, uns anys més tard, a col·laborar en més d'un projecte.
A Nàpols, pàtria de la Commedia dell'arte i de l'òpera bufa, Stravinski va assistir a la representació d'un ballet amb música de Domenico Scarlatti, Les dones de bon humor. Aquest descobriment va influir en la seva posterior obra Pulcinella.
Història d'un Soldat pertany al període estètic primitiu o rus, reflectit en l'obra amb l'aparició del folklore rus. És una obra d'una sonoritat aspra, fortes dissonàncies i contrapunts tallats, harmonies que fugen del romanticisme per abraçar acords més punyents i directes. «L'etapa que va seguir la cimera de 1912 va ser també sorprenentment rica i fins i tot més proteica, encara que podria considerar-se que es va produir una certa decadència pel que fa a originalitat i força explosiva, almenys, des del punt de vista de La consagració i Pierrot. Les cançons de Webern amb acompanyament de diversos instruments pertanyen a aquest període, de la mateixa manera que Wozzeck de Berg, la Serenata i Cinc peces, opus 23 d'Arnold Schönberg, i les meves pròpies Renard, Noces, Historie du Soldat i Simfonies per a instruments de vent. No obstant això, aquest període és encara el d'exploració i descobriment. El que vostè diu "d'utilització de fórmules" només va sorgir a finals de la dècada de l'any 1920 amb l'establiment de l'anomenat 'neoclassicisme'; el de Schönberg, el de Hindemith i el meu.(...)» L'obra consta de diversos episodis curts, com la Marxa del Soldat, Petit concert, Tango, Ragtime, Vals, Petit Coral i Gran Coral, units per interludis musicals lligats per la declamació. Ocupa un lloc important dins l'obra de Stravinski, com a concepte i forma. És també representatiu del seu temps, quan els artistes s'entusiasmaven parlant de l'art aplicat, de la música eventual i del neopracticisme, i el music hall es convertia en el temple del nou art.
L'any 1916, Ernest Ansermet tornà d'una gira per Amèrica, que havia realitzat juntament amb Diàguilev. En el seu equipatge va portar partitures de música de jazz, que en aquells temps estava envaint el Nou Món. Stravinski fou, per tant, un dels primers compositors residents a Europa en contactar de manera directa amb el jazz que, d'acord amb Ramuz i tal com diu Frank Onnen al llibre Igor Stravinsky, implicava una revolució en l'experiència musical de l'home modern. Això no obstant, l'economia en les parts instrumentals fou imposada per les circumstàncies i no tant per la influència del jazz. Tot i la pobresa de mitjans –sobre el paper sembla una caricatura d'una orquestra–, s'aconsegueix una gran riquesa polifònica, com per exemple al gran coral final. Els instruments dialoguen l'un amb l'altre, responen a les frases del narrador i comenten amb tristesa les vicissituds del pobre soldat.
Generalment es pren la Història del soldat com l'obra que marca el final de l'anomenat període rus de Stravinski. Tot i això, a la primavera de l'any 1917 compongué encara Quatre cançons populars russes a cappella.

## Origen i funcions de l'obra
Juntament amb Ramuz i Ansermet, tots tres residint a Suïssa en una difícil situació econòmica, varen crear un petit teatre ambulant inspirat en els teatrets de fira populars. La motivació de la creació d'aquesta petita empresa, doncs, era la de trobar una solució econòmica pels artistes que la crearen. L’obra resultant de la col·laboració entre Ramuz (que va elaborar-ne el libretto) i Stravinski fou la Història d'un Soldat, basada en un dels textos populars més curiosos i originals de la recopilació d’Afanisev, escriptor folklòric rus del segle xix al qual Stravinski admirava.

Ernest A. Ansermet, director d'orquestres suís, va ser el director d'aquella obra, a la qual Stravinski es referia com una “boja empresa”. Contactaren també amb René Auberjonois, pintor post-impressionista pertanyent al cercle d'amistats del compositor, per tal que n'elaborés el decorat i el vestuari.
Sempre vaig ser un sincer admirador de la pintura i els dibuixos de René Auberjonois, però mai vaig pensar que la seva imaginació en el terreny decoratiu fos tan elegant i delicada ni tampoc que es revelés com un autèntic mestre en aquesta tasca. Pel que fa a altres dels nostres col·laboradors, vaig tenir la sort de trobar-me amb algú que no només es va convertir en un dels meus amics més fidels i estimats sinó en què ho va fer en l'intèrpret més sòlid i comprensiu de les meves composicions. Estic parlant d'Ernst Ansermet. (...) El valor d'un director es mesura precisament per la seva capacitat de veure el que, de fet, hi ha a la partitura i no pas, és clar, per la seva obstinació a buscar allò que ell desitjaria que hi hagués. Aquesta és la qualitat més gran i la més valuosa d'Ansermet. Es va fer manifesta davant mi en el transcurs del nostre treball de la partitura d'El Soldat.
Varen elaborar minuciosament el seu projecte, incloent-hi l'itinerari de la gira però encara sense fons econòmic. No fou fàcil trobar un mecenes o un grup de gent al que li interessés el seu petit negoci, però finalment Werner Reinhart, de Winthur, va decidir donar suport al projecte.
Malauradament, no va ser gens fàcil. (...) Finalment, vam tenir la gran sort de topar-nos amb algú que no només ens va prometre reunir la quantitat que necessitàvem, sinó que es va prendre el projecte com quelcom personal. A més, l'afabilitat i la simpatia amb què ens va rebre ens va animar molt. Es tractava del senyor Werner Reinhart, de Winterhur, conegut, tant ell com els seus germans pel seu saber intel·lectual i el seu valuós suport a les arts i als artistes.
Pel que fa a l’objectiu teatral, van concentrar-se en el cicle de llegendes relacionades amb les aventures del soldat desertor i el diable que, mitjançant els seus artificis, acabava prenent-li l’ànima.
Aquest cicle estava basat en les històries populars de la cruel època de reclutament forçós sota el règim de Nicolau I, època en què varen sorgir uns cants denominats rekrutskia, protagonitzats pels laments de les dones separades dels seus fills.

## Argument
Un soldat retorna a casa seva després de la guerra (en l'original francès entre Denges i Denezy, en la versió alemanya, en canvi, entre les ciutats suïsses de Chur i Walenstadt). El soldat troba el diable, a qui entrega la seva única possessió, un violí, a canvi d'un misteriós llibre que l'ajudarà a fer-se ric. Per ensenyar al diable a tocar el violí, el soldat l'acompanya uns dies. Quan arriba a ca seva, no el coneix ningú: han passat massa anys. Però el llibre compleix la seva feina: el soldat es fa ric, malgrat restar sol.
El soldat troba a faltar la seva situació d'antany, troba de nou el diable i li pren el violí, que ja no produeix cap mena de so. Destrueix el llibre i vol retornar a ca seva. Llavors s'assabenta de la princesa malalta, que el rei promet com a esposa a qui la pugui guarir. El soldat arrenca nous sons al violí i conquista la princesa, que sana. Però el diable sempre resta present en la seva vida. I com que el soldat no fa cas de la seva advertència de no trepitjar mai més la seva pàtria, visita el llogaret de la seva infància i el diable se l'emporta per a sempre a l'infern.

## Estrena
La primera meitat de l'any 1918, Stravinski, Ramuz i tots els altres participants i creadors del projecte varen treballar intensament en l’obra per tal de poder-la estrenar l'estiu del mateix any. Quan acabaren l’obra, començaren a muntar-la. Per això, havien d’iniciar la recerca dels intèrprets que la durien a terme.
Georges i Ludmilla Pitoëff, un matrimoni d'actors que es trobaven a Ginebra, van audicionar per a participar-hi, ell per a les escenes de les danses del diable i ella per al paper de princesa. Als intèrprets que representaren el soldat i les escenes del diable els varen trobar entre els joves universitaris de Lausanne: Gabriel Rousset fou el soldat, Jean Villar, el diable, i el jove geòleg Elie Gagnebin va ser el narrador. Finalment, després de molts assajos, el 29 de setembre del 1918 estrenaren l’obra al Teatre de Lausanne, pocs mesos abans que acabés la guerra.
La primera representació d’Història d’un Soldat va tenir un gran èxit i va omplir d’orgull i satisfacció a Stravinski. El compositor rus agraí la bona feina dels seus amics i col·laboradors, així com la generositat de Werner Reinhart, qui sense comptar amb l’ajut econòmic d'altres socis, va cobrir totes les despeses de l'empresa. Com a prova d’agraïment i d’amistat, Stravinski va compondre tres peces per a clarinet sol i les hi va dedicar, ja que Reinhart era clarinetista amateur.
Amb l'eufòria d'aquell èxit, semblava que el seu “teatre ambulant” tindria un gran futur. Cartells que enunciaven la seva arribada cobrien tots els murs de moltes ciutats, on les sales havien estat reservades per a poder dur a terme la representació. Arribà, però, la grip espanyola, que feia mesos havia començat a estendre's per tot Europa. Suïssa, que havia sabut mantenir-se apartada de la guerra, no va poder escapar-se'n. Totes les activitats quedaren paralitzades i tots els membres de la companyia caigueren malalts progressivament, inclòs el mateix Stravinski, que abans d'emmalaltir va tenir temps només d'escriure el Rag-Time per a onze instruments.

Anys més tard, en el context de la Segona Guerra Mundial, la música d'Stravinski, així com d'altres compositors contemporanis seus, va ser prohibida a alguns països:
Uns amics que van assistir a la conferència de Varsòvia de música contemporània, celebrada l'octubre de 1956, diuen que la meva música va patir el boicot oficial, encara que va ser rebuda amb entusiasme per diversos compositors de l'esfera soviètica. En aquests països no es pot aconseguir cap obra meva en cap format: discos o partitures impreses; no només de la meva música, sinó tampoc de la de Webern, Schönberg, Berg. L'aïllament musical de Rússia (...) dura almenys des de fa trenta anys. (...) El virtuós soviètic no té cap música posterior a la del segle XIX.

## La suite
L'any 1919 Stravinski va fer una suite per a violí clarinet i piano, amb cinc parts de l'obra. L'any 1920 encara va fer una altra suite amb la mateixa orquestració que l'obra original. A diferència de la de 1919, aquesta suite compta amb nou parts i dura aproximadament 25 minuts:
1. Marche du soldat (Marxa del soldat)
2. Musique pour la scène 1 (Música per a l'escena 1)
3. Musique pour la scène 2 (Música per a l'escena 2)
4. Marche royale (Marxa reial)
5. Petit concert (Petit concert)
6. Tango / Valse / Ragtime
7. Danse du diable (Dansa del diable)
8. Petit chorale / Grand chorale (Petit coral / Gran coral)
9. Marche triomphale du diable (Marxa triomfal del diable)

## Instrumentació
Quan Stravinski començà a compondre la música d’aquesta obra de caràcter multidisciplinària (per a ser ballada, cantada i tocada), hagué de pensar-la per a ser interpretada per un grup reduït de músics, a conseqüència dels modestos mitjans dels quals disposaven.
Ramuz i Stravinski convertiren aquest bigarrat argument en una obra de molt difícil classificació: actuen en conjunt el mot parlat, la pantomima, la dansa, els instruments; com escenari només les al·lusions o simplement un taulat. Sobre aquest no només si situen els personatges que actuen o parlen (un dissertant, el diable i la princesa que ballen, el soldat que parla i actua), sinó també l'orquestra, que només consta de set músics: un clarinetista, un fagotista, un trompetista (cornet a pistó), un trombonista, un violinista, un contrabaixista i un percussionista amb diferents instruments.
L’obra finalment fou pensada per a violí, clarinet, trombó, trompeta, fagot, contrabaix, percussió i un director.

A Stravinski li semblava que la combinació d’aquells instruments, cadascun amb el seu paper concertista, podia generar interès als ulls dels espectadors en veure'ls en el context d’una petita orquestra.
Sempre m'ha fet pànic escoltar música amb els ulls tancats, sense que els meus ulls participin de forma activa. La visió del gest i del moviment de cada part del cos que produeix aquesta música constitueix una necessitat essencial per arribar a assimilar-la en tota la seva extensió. Tota música creada o composta exigeix a més un mitjà d'exteriorització per ser percebuda per l'oient. (...) es necessita un executant, un intermediari. (...) Si els gestos de l'executant són únicament provocats per les exigències de la música i no estan dirigits per impressionar a l'oient amb elements extraartístics, per què no seguir amb els ulls els moviments dels braços del timbaler, del trombonista o del violinista, que faciliten la nostra percepció auditiva?
Aquestes idees sobre la importància del factor visual en la música influïren la disposició a l'escenari dels intèrprets. El compositor va situar la seva petita orquestra a un costat de l'escena i a l’altre un petit altell per al narrador. Aquesta disposició requeria la conjunció dels tres elements protagonistes de l’obra que havien de conformar un tot: al centre, l'escena i els actors, i a banda i banda la música i el narrador.

## Gravacions i reinterpretacions
Una de les gravacions de referència d'Història d'un soldat és la que va dirigir l'any 1963 Ígor Markévitx, amb Jean Cocteau com a narrador.
L'obra ha conegut, des de llavors, moltes altres versions. Per exemple la versió interpretada per Sting, Vanessa Redgrave i Ian McKellen amb The London Sinfonietta, o la que gravaren en castellà Nacha Guevara, Vladimir Cruz i Javier Gurruchaga amb el clarinetista Paquito D'Rivera, i la col·laboració de la ballarina Trinidad Sevillano, que va aconseguir el Grammy llatí al millor àlbum clàssic l'any 2003.
L'any 2002, Joan Sanmartí va publicar una versió d'Història d'un Soldat amb arranjaments d'estil jazzístic per a septet de guitarra elèctrica, saxo tenor/clarinet, trompeta/fscorn, violoncel, acordió, contrabaix i bateria.
A més de les versions de concert i teatralitzades, també se n'han fet reinterpretacions i versions visuals o pictòriques: l'any 1984 R.O.Blechman, il·lustrador i animador americà, va realitzar una pel·lícula d'animació amb la música i les parts més essencials del text, en un estil que va resultar ser una mescla dels seus dibuixos amb al·lusions a Kandinski, Mondrian i a l'Art Déco.
El poeta català Miquel Desclot (Barcelona, 1952) és l'autor del text per a la versió catalana que es representa avui dia.